# Justin & Christina
Justin & Christina limitirani je EP američkih pjevača Justina Timberlakea i Christine Aguilere. Album je objavljen u drugoj polovici 2003. godine kako bi promovirao turneju Justified/Stripped Tour. EP je ekskluzivno objavljen u Target dućanima. Sadrži remikseve najvećih hitova oba izvođača i po jednu novu pjesmu od njih.
Pjesma "When, Where, How" također se pojavljuje na debitantskom albumu Alma Negra španjolskog R&B pjevača Tonyja Santosa.

## Popis pjesama
| Br. | Skladba                                            | Tekstopisac                                              | Izvođač(i)         | Trajanje |
| --- | -------------------------------------------------- | -------------------------------------------------------- | ------------------ | -------- |
| 1.  | »That's What Love Can Do«                          | C. Aguilera, Glen Ballard                                | Christina Aguilera | 3:44     |
| 2.  | »Why, When, How«                                   | Anthony Dixon, James Brion, Anthony Nance, J. Timberlake | Justin Timberlake  | 4:01     |
| 3.  | »Beautiful« (Valentin Club Mix)                    | Linda Perry                                              | Christina Aguilera | 5:56     |
| 4.  | »Rock Your Body« (Paul Oakenfold Mix)              | Chad Hugo, J. Timberlake, Pharrell Williams              | Justin Timberlake  | 5:38     |
| 5.  | »Fighter« (Hellraiser Remix)                       | C. Aguliera, Scott Storch                                | Christina Aguilera | 5:13     |
| 6.  | »Cry Me a River« (Bill Hamel Justinough Vocal Mix) | S. Storch, Timothy Mosley, J. Timberlake                 | Justin Timberlake  | 7:44     |